# ناو کلاس پروویدنس
کروزر کلاس پروویدنس (به انگلیسی: Providence-class cruiser) یک کلاس از کشتی است که طول آن ۱۸۵.۳ متر (۶۰۸ فوت) می‌باشد.